# Anii 450 î.Hr.
Secole: Secolul al VI-lea î.Hr. - Secolul al V-lea î.Hr. - Secolul al IV-lea î.Hr.
Decenii: Anii 500 î.Hr. Anii 490 î.Hr. Anii 480 î.Hr. Anii 470 î.Hr. Anii 460 î.Hr. - Anii 450 î.Hr. - Anii 440 î.Hr. Anii 430 î.Hr. Anii 420 î.Hr. Anii 410 î.Hr. Anii 400 î.Hr.
Anii: 459 î.Hr. | 458 î.Hr. | 457 î.Hr. | 456 î.Hr. | 455 î.Hr. | 454 î.Hr. | 453 î.Hr. | 452 î.Hr. | 451 î.Hr. | 450 î.Hr.

## Nașteri
- Aristofan, dramaturg grec (d. c.388 î.Hr.)